# Wild Man Dance
Wild Man Dance — концертный альбом американского джазового саксофониста Чарльза Ллойда, изданный 14 апреля 2015 года на студии Blue Note Records. Альбом получил положительную оценку.

## Отзывы
| Оценки критиков   | Оценки критиков                                                                    |
| Источник          | Оценка                                                                             |
| ----------------- | ---------------------------------------------------------------------------------- |
| AllMusic          | 4 из 5 звёзд · 4 из 5 звёзд · 4 из 5 звёзд · 4 из 5 звёзд · 4 из 5 звёзд           |
| All About Jazz    | 4,5 из 5 звёзд · 4,5 из 5 звёзд · 4,5 из 5 звёзд · 4,5 из 5 звёзд · 4,5 из 5 звёзд |
| Los Angeles Times | 3,5 из 4 звёзд · 3,5 из 4 звёзд · 3,5 из 4 звёзд · 3,5 из 4 звёзд                  |

Wild Man Dance получил положительные отзывы от музыкальных критиков. AllMusic назвал альбом «успешным практически на всех уровнях». All About Jazz отметил: «В то время как многие музыканты с возрастом замедляются, с этим семидесятилетним музыкантом, похоже, происходит обратное», и сказал, что альбом «столь же волшебен, как и лучшие работы Ллойда». Los Angeles Times заявила: «Здесь похожие на дульцимер венгерские цимбалы и смычковая лира расцвечивают открытые рамки шестичастной сюиты».

## Список композиций
1. «Flying Over The Odra Valley» — 10:59
2. «Gardner» — 8:11
3. «Lark» — 13:20
4. «River» — 16:07
5. «Invitation» — 10:34
6. "Wild Man Dance — 15:14

## Персоналии
- Чарльз Ллойд — тенор-саксофон
- Джеральд Клейтон — фортепиано
- Джо Сандерс — контрабас
- Джеральд Кливер — ударные
- Сократис Синопулос — греческая лира
- Лукач Миклош — цимбалы